# 385 Ilmatar
385 Ilmastar (mednarodno ime je 385 Ilmatar) je asteroid tipa S (po Tholenu) v asteroidnem pasu. 

## Odkritje
Asteroid je odkril nemški astronom Max Wolf ( 1863 – 1932) 1. marca 1894 v Heidelbergu. Poimenovan je po Ilmatar, finski boginji.

## Lastnosti
Asteroid Ilmatar obkroži Sonce v 4,81 letih. Njegova tirnica ima izsrednost 0,1126, nagnjena pa je za 13,563° proti ekliptiki. Njegov premer je 91,53 km .